# Балліліффін
Балліліффін (англ. Ballyliffin; ірл. Baile Lifín) — село в Ірландії, знаходиться в графстві Донегол (провінція Ольстер).

## Демографія
Населення — 357 людей (за даними перепису 2006 року). В 2002 році населення складало 313 людей. 
Дані перепису 2006 року:
| Загальні демографічні показники' |               |                           |                           |      |      |
| Усе населення                    | Усе населення | Зміни населення 2002-2006 | Зміни населення 2002-2006 | 2006 | 2006 |
| 2002                             | 2006          | люд.                      | %                         | чол. | жін. |
| 313                              | 357           | 44                        | 14,1                      | 188  | 169  |